# Albrecht Ganskopf
Albrecht Ganskopf (* 6. Januar 1964 in Wunstorf) ist ein deutscher Schauspieler.

## Leben
Seine schauspielerische Ausbildung erhielt Albrecht Ganskopf von 1986 bis 1989 an der Hochschule für Musik und darstellende Kunst Graz. Von 1989 bis 1992 hatte er ein Engagement an der Landesbühne Hannover, ab Mitte der 1990er Jahre war er auf Hamburger Bühnen zu sehen, nämlich am Theater im Zimmer, am Altonaer Theater und am Ohnsorg-Theater.
Daneben ist Ganskopf umfangreich als Film- und Fernsehschauspieler tätig und hat seit Beginn der 1990er Jahre in zahlreichen Produktionen vor der Kamera gestanden. Er wirkte mehrfach in bekannten Serien wie Bella Block, dem Großstadtrevier, Der Landarzt, Stubbe – Von Fall zu Fall oder Einsatz in Hamburg mit und war in verschiedenen Tatort-Episoden zu sehen. 2007 wurde Ganskopf mit dem VDW Award als bester Darsteller in einem Werbespot ausgezeichnet.
Als Synchronsprecher lieh Albrecht Ganskopf seinem Kollegen David Arturo Cabezud in dem Film Here Comes the Devil seine Stimme. Ganskopf ist darüber hinaus Mitglied der Theatergruppe Musehumsgang!, die in Hamburger Museen historische Figuren lebendig werden lässt. Er lebt in Hamburg und besitzt neben dem Führerschein Klasse 3 auch einen für Panzer.

## Filmografie (Auswahl)
- 1990: Schlösser
- 1994: Großstadtrevier – Die großen Ferien
- 1994: Die Männer vom K3 – Ein friedliches Dorf
- 1995: Tödliche Wahl
- 1995: Stubbe – Von Fall zu Fall – Stubbe sieht rot
- 1997: Die Gang – Der Verrat
- 1997: Einsatz Hamburg Süd – Außer Kontrolle
- 1997: Tatort – Undercover-Camping
- 1998: Der Fahnder – Mord im Parkhaus
- 1999: Unter uns (Ep. #1.1084)
- 2000: St. Angela – Nur die Liebe quält
- 2000: Einsatz in Hamburg – Tod am Meer
- 2000: Einsatz in Hamburg – Ende der Angst
- 2001: Babykram ist Männersache
- 2001: Großstadtrevier – Amok
- 2001: Albtraum einer Ehe
- 2001: Stahlnetz – Das gläserne Paradies
- 2001: Das Glück sitzt auf dem Dach
- 2001: Verbotene Küsse
- 2002: Die Rettungsflieger – Missverständnisse
- 2002: Freundschaft mit Herz – Ich kämpfe um mein Kind
- 2002: Freundschaft mit Herz – Demnächst auf Wolke Sieben
- 2002: Der Landarzt – Ein Wort nur, ein Wort
- 2002: Der Ermittler – Feindliche Übernahme
- 2002: Tatort – Der Passagier
- 2002: Der Unbestechliche
- 2002: Bella Block: Im Namen der Ehre
- 2002: Hilfe, ich bin ein Junge
- 2002: Tatort – Undercover
- 2003: Der Seerosenteich (2-teiliger Film)
- 2004: Die Albertis (4 Folgen)
- 2005: Hexenküsse
- 2005: Mittsommerliebe
- 2005: Die Rettungsflieger – Lügen und Geheimnisse
- 2005: Gegen jedes Risiko
- 2005: Die Diebin & der General
- 2005: Der Dicke – Unter Verdacht
- 2006: Großstadtrevier – Rampensau
- 2006: M.E.T.R.O. – Ein Team auf Leben und Tod (2 Folgen)
- 2006: Das Geheimnis meines Vaters (3 Folgen)
- 2006: Stubbe – Von Fall zu Fall – Schwarze Tulpen
- 2006: Da kommt Kalle – Kalle in Love
- 2007: Notruf Hafenkante – Die Entführung
- 2007: Einsatz in Hamburg – Mord nach Mitternacht
- 2007: Liebling, wir haben geerbt!
- 2007: Kuckuckszeit
- 2007: Tatort – Das Ende des Schweigens
- 2007: Der Landarzt – Mutter im Haus
- 2007: 4 gegen Z – Gefahr aus dem All
- 2007: Großstadtrevier – Gefallene Engel
- 2007: Der Kommissar und das Meer – Den du nicht siehst
- 2008: Da kommt Kalle – Teurer Fund
- 2008: SOKO Köln – Himmelsstürmer
- 2009: Notruf Hafenkante – Gefährlicher Chat
- 2009: Ein Strauß voll Glück
- 2009: Die Pfefferkörner – Unschuldig
- 2009: Der Landarzt – Reine Nervensache
- 2009: Das Duo – Wölfe und Lämmer
- 2009: Unter anderen Umständen: Auf Liebe und Tod
- 2009: Stubbe – Von Fall zu Fall – Sonnenwende
- 2010: Luises Versprechen
- 2010: Tatort – Leben gegen Leben
- 2010: Den Tagen mehr Leben!
- 2010: Der Landarzt – Alles ist relativ
- 2010: Racheengel – Ein eiskalter Plan
- 2011: Nord Nord Mord (Fernsehreihe)
- 2011: SOKO Wismar – Opa zahlt alles
- 2012: Der Dicke – Auf der Suche
- 2012: Die Pfefferkörner – Ein Fall für den Gentleman
- 2012: Herzversagen
- 2012: Großstadtrevier – Mit dem Rücken zur Wand
- 2013: Ein weites Herz – Schicksalsjahre einer deutschen Familie
- 2013: Bella Block: Hundskinder
- 2013: Tatort – Feuerteufel
- 2013: Tatort – Borowski und der brennende Mann
- 2013: Morden im Norden – Tödliche Umleitung
- 2013: Eine verhängnisvolle Nacht
- 2014: Heiter bis tödlich: Alles Klara – Geteert und gefedert
- 2014: Immer wieder anders
- 2015: Tod eines Mädchens
- 2015: Nachtschicht – Wir sind alle keine Engel
- 2015: Die Insassen
- 2016: Mein Sohn, der Klugscheißer
- 2016: Nachtschicht – Der letzte Job
- 2016: Nachtschicht – Ladies First
- 2016: Sibel & Max – Komm zurück!
- 2016: SOKO Wismar – Lebensretter
- 2016: Polizeiruf 110 – Wendemanöver
- 2018: Morden im Norden – Dunkle Waaser
- 2018: SOKO Hamburg: Mitten ins Herz
- 2018: Nachtschicht – Es lebe der Tod
- 2019: Schnitzel de Luxe (TV Komödie, ARD)
- 2019, 2025: In aller Freundschaft – Abgründe, Alles für ein Kind
- 2019: Tage des letzten Schnees
- 2019: Der Usedom-Krimi: Winterlicht (TV-Reihe)
- 2019: Nachtschicht – Cash & Carry (Krimireihe)
- 2020: Der Ranger – Paradies Heimat – Entscheidungen
- 2020: Der Ranger – Paradies Heimat: Zeit der Wahrheit
- 2021: Nachtschicht – Blut und Eisen
- 2021: Der Dänemark-Krimi: Rauhnächte (Filmreihe)
- 2022: Die Kanzlei (Fernsehserie, Folge Blutlinien)
- 2022: Nachtschicht – Die Ruhe vor dem Sturm
- 2023: Stralsund: Der lange Schatten
- 2024: SOKO Leipzig (Fernsehserie, Folge Machtspiel)
- 2024: Dein perfektes Jahr
- 2024: Die Kanzlei (Fernsehserie, Folge Leichte Beute)
- 2025: Nachtschicht - Der Unfall